# Divisional secretary’s division
Die Distrikte Sri Lankas sind in divisional secretary’s divisions (D.S. Divisions) unterteilt. Diese entstanden aus den feudalen Bezirken, welche die Bezeichnungen korale und rata trugen. In der Kolonialzeit wurden daraus die D.R.O. Divisions, welche ihren Namen von den zuständigen Verwaltungsbeamten mit dem Titel Divisional Revenue Officer erhielten. Später wurden aus den D.R.O.s die Assistant Government Agents und die Divisionen erhielten die Bezeichnung A.G.A. Divisions. In der heutigen Zeit werden diese Verwaltungseinheiten als D.S. Divisions bezeichnet. Der Regierungsverwalter trägt den Titel Divisional Secretary.
Hier eine Liste der D.S. Divisions nach Distrikt:

## Nordprovinz
| - Delft (DS Division) - Island North (DS Division) - Island South (DS Division) - Jaffna (DS Division) - Nallur (DS Division) - Thenmaradchi (DS Division) - Vadamaradchi East (DS Division) - Vadamaradchi North (DS Division) - Vadamaradchi South-West (DS Division) - Valikamam East (DS Division) - Valikamam North (DS Division) - Valikamam South (DS Division) - Valikamam South-West (DS Division) - Valikamam West (DS Division) | - Kandavalai (DS Division) - Karachchi (DS Division) - Pachchilaipalli (DS Division) - Poonakary (DS Division) | - Madhu (DS Division) - Mannar (DS Division) - Manthai West (DS Division) - Musalai (DS Division) - Nanaddan (DS Division) | - Manthai East (DS Division) - Maritimepattu (DS Division) - Oddusuddan (DS Division) - Puthukudiyiruppu (DS Division) - Thunukkai (DS Division) - Welioya (DS Division) | - Vavuniya (DS Division) - Vavuniya North (DS Division) - Vavuniya South (DS Division) - Vengalacheddikulam (DS Division) |

## Nordwestprovinz
| - Alawwa (DS Division) - Ambanpola (DS Division) - Bamunakotuwa (DS Division) - Bingiriya (DS Division) - Ehetuwewa (DS Division) - Galgamuwa (DS Division) - Ganewatta (DS Division) - Giribawa (DS Division) - Ibbagamuwa (DS Division) - Katupotha (DS Division) - Kobeigane (DS Division) - Kotavehera (DS Division) - Kuliyapitiya East (DS Division) - Kuliyapitiya West (DS Division) - Kurunegala (DS Division) - Mahawa (DS Division) - Mallawapitiya (DS Division) - Maspotha (DS Division) - Mawathagama (DS Division) - Narammala (DS Division) - Nikaweratiya (DS Division) - Panduwasnuwara (DS Division) - Pannala (DS Division) - Polgahawela (DS Division) - Polpithigama (DS Division) - Rasnayakapura (DS Division) - Rideegama (DS Division) - Udubaddawa (DS Division) - Wariyapola (DS Division) - Weerambugedara (DS Division) | - Anamaduwa (DS Division) - Arachchikattuwa (DS Division) - Chilaw (DS Division) - Dankotuwa (DS Division) - Kalpitiya (DS Division) - Karuwalagaswewa (DS Division) - Madampe (DS Division) - Mahakumbukkadawala (DS Division) - Mahawewa (DS Division) - Mundalama (DS Division) - Nattandiya (DS Division) - Nawagattegama (DS Division) - Pallama (DS Division) - Puttalam (DS Division) - Vanathavilluwa (DS Division) - Wennappuwa (DS Division) |

## Nord-Zentralprovinz
| - Galenbindunuwewa (DS Division) - Galnewa (DS Division) - Horowpothana (DS Division) - Ipalogama (DS Division) - Kahatagasdigiliya (DS Division) - Kebithigollewa (DS Division) - Kekirawa (DS Division) - Maha Vilachchiya (DS Division) - Medawachchiya (DS Division) - Mihinthale (DS Division) - Nachchaduwa (DS Division) - Nochchiyagama (DS Division) - Nuwaragam Palatha Central (DS Division) - Nuwaragam Palatha East (DS Division) - Padaviya (DS Division) - Palagala (DS Division) - Palugaswewa (DS Division) - Rajanganaya (DS Division) - Rambewa (DS Division) - Talawa (DS Division) - Thambuttegama (DS Division) - Thirappane (DS Division) | - Dimbulagala (DS Division) - Elahera (DS Division) - Hingurakgoda (DS Division) - Lankapura (DS Division) - Medirigiriya (DS Division) - Thamankaduwa (DS Division) - Welikanda (DS Division) |

## Ostprovinz
| - Addalachchenai (DS Division) - Akkaraipattu (DS Division) - Alayadiwembu (DS Division) - Ampara (DS Division) - Damana (DS Division) - Dehiattakandiya (DS Division) - Irakkamam (DS Division) - Kalmunai (DS Division) - Kalmunai Tamil (DS Division) - Karaitivu (DS Division) - Lahugala (DS Division) - Mahaoya (DS Division) - Navithanveli (DS Division) - Ninthavur (DS Division) - Padiyathalawa (DS Division) - Pothuvil (DS Division) - Sainthamarathu (DS Division) - Samanthurai (DS Division) - Thirukkovil (DS Division) - Uhana (DS Division) | - Batticaloa (DS Division) - Eravur Pattu (DS Division) - Eravur Town (DS Division) - Kattankudy (DS Division) - Koralai Pattu (DS Division) - Koralai Pattu North (DS Division) - Koralai Pattu South (DS Division) - Koralai Pattu West (DS Division) - Koralai Pattu Central (DS Division) - Manmunai North (DS Division) - Manmunai Pattu (DS Division) - Manmunai South & Eruvil Pattu (DS Division) - Manmunai West (DS Division) - Porativu Pattu (DS Division) | - Eachchalampaththu (Verugal) (DS Division) - Gomarankadawala (DS Division) - Kantalai (DS Division) - Kinniya (DS Division) - Kuchchaveli (DS Division) - Morawewa (DS Division) - Muttur (DS Division) - Padavi Siri Pura (DS Division) - Seruwila (DS Division) - Thambalagamuwa (DS Division) - Trincomalee Town & Gravets (DS Division) |

## Provinz Sabaragamuwa
| - Aranayaka (DS Division) - Bulathkohupitiya (DS Division) - Dehiovita (DS Division) - Deraniyagala (DS Division) - Galigamuwa (DS Division) - Kegalle (DS Division) - Mawanella (DS Division) - Rambukkana (DS Division) - Ruwanwella (DS Division) - Warakapola (DS Division) - Yatiyanthota (DS Division) | - Ayagama (DS Division) - Balangoda (DS Division) - Eheliyagoda (DS Division) - Elapattha (DS Division) - Embilipitiya (DS Division) - Godakawela (DS Division) - Imbulpe (DS Division) - Kahawatta (DS Division) - Kalawana (DS Division) - Kiriella (DS Division) - Kolonna (DS Division) - Kuruvita (DS Division) - Nivithigala (DS Division) - Opanayaka (DS Division) - Pelmadulla (DS Division) - Ratnapura (DS Division) - Weligepola (DS Division) |

## Südprovinz
| - Akmeemana (DS Division) - Ambalangoda (DS Division) - Baddegama (DS Division) - Balapitiya (DS Division) - Benthota (DS Division) - Bope-Poddala (DS Division) - Elpitiya (DS Division) - Galle (DS Division) - Gonapinuwala (DS Division) - Habaraduwa (DS Division) - Hikkaduwa (DS Division) - Imaduwa (DS Division) - Karandeniya (DS Division) - Nagoda (DS Division) - Neluwa (DS Division) - Niyagama (DS Division) - Thawalama (DS Division) - Welivitiya-Divithura (DS Division) - Yakkalamulla (DS Division) | - Ambalantota (DS Division) - Angunakolapelessa (DS Division) - Beliatta (DS Division) - Hambantota (DS Division) - Katuwana (DS Division) - Lunugamvehera (DS Division) - Okewela (DS Division) - Sooriyawewa (DS Division) - Tangalle (DS Division) - Thissamaharama (DS Division) - Walasmulla (DS Division) - Weeraketiya (DS Division) | - Akuressa (DS Division) - Athuraliya (DS Division) - Devinuwara (DS Division) - Dickwella (DS Division) - Hakmana (DS Division) - Kamburupitiya (DS Division) - Kirinda Puhulwella (DS Division) - Kotapola (DS Division) - Malimbada (DS Division) - Matara (DS Division) - Mulatiyana (DS Division) - Pasgoda (DS Division) - Pitabeddara (DS Division) - Thihagoda (DS Division) - Weligama (DS Division) - Welipitiya (DS Division) |

## Provinz Uva
| - Badulla (DS Division) - Bandarawela (DS Division) - Ella (DS Division) - Haldummulla (DS Division) - Hali-Ela (DS Division) - Haputale (DS Division) - Kandaketiya (DS Division) - Lunugala (DS Division) - Mahiyanganaya (DS Division) - Meegahakivula (DS Division) - Passara (DS Division) - Rideemaliyadda (DS Division) - Soranathota (DS Division) - Uva-Paranagama (DS Division) - Welimada (DS Division) | - Badalkumbura (DS Division) - Bibile (DS Division) - Buttala (DS Division) - Katharagama (DS Division) - Madulla (DS Division) - Medagama (DS Division) - Moneragala (DS Division) - Sevanagala (DS Division) - Siyambalanduwa (DS Division) - Thanamalvila (DS Division) - Wellawaya (DS Division) |

## Westprovinz
| - Colombo (DS Division) - Dehiwala (DS Division) - Homagama (DS Division) - Kaduwela (DS Division) - Kesbewa (DS Division) - Kolonnawa (DS Division) - Kotte (DS Division) - Maharagama (DS Division) - Moratuwa (DS Division) - Padukka (DS Division) - Ratmalana (DS Division) - Seethawaka (DS Division) - Thimbirigasyaya (DS Division) | - Attanagalla (DS Division) - Biyagama (DS Division) - Divulapitiya (DS Division) - Dompe (DS Division) - Gampaha (DS Division) - Ja-Ela (DS Division) - Katana (DS Division) - Kelaniya (DS Division) - Mahara (DS Division) - Minuwangoda (DS Division) - Mirigama (DS Division) - Negombo (DS Division) - Wattala (DS Division) | - Agalawatta (DS Division) - Bandaragama (DS Division) - Beruwala (DS Division) - Bulathsinhala (DS Division) - Dodangoda (DS Division) - Horana (DS Division) - Ingiriya (DS Division) - Kalutara (DS Division) - Madurawela (DS Division) - Mathugama (DS Division) - Millaniya (DS Division) - Palindanuwara (DS Division) - Panadura (DS Division) - Walallavita (DS Division) |

## Zentralprovinz
| - Akurana (DS Division) - Delthota (DS Division) - Doluwa (DS Division) - Ganga Ihala Korale (DS Division) - Harispattuwa (DS Division) - Hatharaliyadda (DS Division) - Kandy Four Gravets & Gangawata Korale (DS Division) - Kundasale (DS Division) - Medadumbara (DS Division) - Minipe (DS Division) - Panwila (DS Division) - Pasbage Korale (DS Division) - Pathadumbara (DS Division) - Pathahewaheta (DS Division) - Pujapitiya (DS Division) - Thumpane (DS Division) - Udadumbara (DS Division) - Udapalatha (DS Division) - Udunuwara (DS Division) - Yatinuwara (DS Division) | - Ambaganga Korale (DS Division) - Dambulla (DS Division) - Galewela (DS Division) - Laggala-Pallegama (DS Division) - Matale (DS Division) - Naula (DS Division) - Pallepola (DS Division) - Rattota (DS Division) - Ukuwela (DS Division) - Wilgamuwa (DS Division) - Yatawatta (DS Division) | - Ambagamuwa (DS Division) - Hanguranketha (DS Division) - Kothmale (DS Division) - Nuwara Eliya (DS Division) - Walapane (DS Division) |